# Coupe arabe des nations de football 1966
Navigation
Koweït 1964 Arabie saoudite 1985
Les Coupe arabe des nations 1966 opposent dix nations arabes et se déroule en Irak. Il s'agit de la 3e édition de cette compétition. Débutant le 1er avril 1966 pour une finale le 10 octobre 1966, la compétition se joue sous forme de deux phases mettant aux prises dix nations différentes. La première se déroule sous forme de deux groupes, et quatre de ces équipes s'affrontent ensuite lors de la 2e phase dont les vainqueurs s'affrontent en finale et les perdants s'affrontent lors du match pour la troisième place.
C'est l'Irak qui remporte la compétition pour la deuxième fois lors de cette édition, grâce à sa victoire en finale face à la Syrie, sur le score de 2-1. La Syrie prend la seconde place alors que le Libye décroche la troisième place.

## Équipes participantes
10 nations prennent part à la compétition :
- Liban
- Libye
- Palestine
- Bahreïn
- Yémen du Nord
- Koweït
- Jordanie
- Syrie
- Mascate et Oman : Forfait après la défaite 21-0 face à la Libye
- Irak

## Compétition

### Phase de groupe

#### Groupe A

##### Classement
| Rang | Équipe   | Pts | J | G | N | P | Bp | Bc | Diff |  | Résultats (▼ dom., ► ext.) |  |     |     |     |      |
| ---- | -------- | --- | - | - | - | - | -- | -- | ---- |  | -------------------------- |  | --- | --- | --- | ---- |
| 1    | Irak     | 7   | 4 | 3 | 1 | 0 | 15 | 3  | +12  |  | Irak                       |  | 0-0 | 2-1 | 3-1 | 10-1 |
| 2    | Liban    | 7   | 4 | 3 | 1 | 0 | 10 | 3  | +7   |  | Liban                      |  |     | 2-1 | 2-1 | 6-1  |
| 3    | Jordanie | 3   | 4 | 1 | 1 | 2 | 6  | 7  | -1   |  | Jordanie                   |  |     |     | 2-2 | 2-1  |
| 4    | Koweït   | 2   | 4 | 0 | 2 | 2 | 8  | 11 | -3   |  | Koweït                     |  |     |     |     | 4-4  |
| 5    | Bahreïn  | 1   | 4 | 0 | 1 | 3 | 7  | 22 | -15  |  | Bahreïn                    |  |     |     |     |      |

##### Résultats
| 1er avril 1966 | Irak | 0 - 0 | Liban | Irak |  |
|                |      |       |       |      |  |

| 1er avril 1966 | Koweït | 4 - 4 | Bahreïn | Irak |  |
|                |        |       |         |      |  |

| 3 avril 1966 | Irak | 2 - 1 | Jordanie | Irak |  |
|              |      |       |          |      |  |

| 3 avril 1966 | Liban | 6 - 1 | Bahreïn | Irak |  |
|              |       |       |         |      |  |

| 5 avril 1966 | Irak | 3 - 1 | Koweït | Irak |  |
|              |      |       |        |      |  |

| 5 avril 1966 | Liban | 2 - 1 | Jordanie | Irak |  |
|              |       |       |          |      |  |

| 7 avril 1966 | Irak | 10 - 1 | Bahreïn | Irak |  |
|              |      |        |         |      |  |

| 7 avril 1966 | Jordanie | 2 - 2 | Koweït | Irak |  |
|              |          |       |        |      |  |

| 9 avril 1966 | Liban | 2 - 1 | Koweït | Irak |  |
|              |       |       |        |      |  |

| 9 avril 1966 | Jordanie | 2 - 1 | Bahreïn | Irak |  |
|              |          |       |         |      |  |

#### Groupe B

##### Classement
| Rang | Équipe        | Pts | J | G | N | P | Bp | Bc | Diff |  | Résultats (▼ dom., ► ext.) |  |     |     |      |
| ---- | ------------- | --- | - | - | - | - | -- | -- | ---- |  | -------------------------- |  | --- | --- | ---- |
| 1    | Syrie         | 5   | 3 | 2 | 1 | 0 | 7  | 2  | +5   |  | Syrie                      |  | 0-0 | 3-1 | 4-1  |
| 2    | Libye         | 4   | 3 | 1 | 2 | 0 | 13 | 0  | +13  |  | Libye                      |  |     | 0-0 | 13-0 |
| 3    | Palestine     | 3   | 3 | 1 | 1 | 2 | 8  | 3  | +5   |  | Palestine                  |  |     |     | 7-0  |
| 4    | Yémen du Nord | 0   | 3 | 0 | 0 | 3 | 1  | 22 | -21  |  | Yémen du Nord              |  |     |     |      |

##### Résultats
| 1er avril 1966 | Libye                                     | 21 - 0 Forfait d'Oman à la 80e minute | Mascate et Oman | Irak |
|                | Ben Soueid · Al-Baskri · Al-Jahani · Zand |                                       |                 |      |

| 2 avril 1966 | Libye | 0 - 0 | Palestine | Irak |  |
|              |       |       |           |      |  |

| 2 avril 1966 | Syrie | 4 - 1 | Yémen du Nord | Irak |  |
|              |       |       |               |      |  |

| 4 avril 1966 | Libye | 0 - 0 | Syrie | Irak |  |
|              |       |       |       |      |  |

| 4 avril 1966 | Palestine | 7 - 0 | Yémen du Nord | Irak |  |
|              |           |       |               |      |  |

| 6 avril 1966 | Libye                                          | 13 - 0 | Yémen du Nord | Irak |
|              | Al-Baskri · Ben Soueid · Al-Hawal · Al-Khatiti |        |               |      |

| 6 avril 1966 | Syrie | 3 - 1 | Palestine | Irak |  |
|              |       |       |           |      |  |

### Phase finale

#### Demi-finales
| 8 octobre 1966 | Irak                      | 3 - 1 | Libye     | Irak |  |
|                | Mahmoud · Ali · Atta Ajaj |       | Al-Baskri |      |  |

| 8 octobre 1966 | Syrie | 2 - 1 | Liban | Irak |  |
|                |       |       |       |      |  |

#### Match pour la troisième place
| 10 octobre 1966 | Libye                            | 6 - 1 | Liban | Irak |  |
|                 | Al-Baskri · Al-Jahani · Al-Hawal |       | ?     |      |  |

#### Finale
| 10 octobre 1966 | Irak | 2 - 1 | Syrie | Irak |  |
|                 |      |       |       |      |  |

## Vainqueur
| Vainqueur de la Coupe arabe des nations de football 1966 Irak 2e titre |